# 에어퓨엘연합
에어퓨엘 연합(Airfuel Alliance)은 미국에 본부가 있는 비영리단체(NGO)로 전 세계인들을 코드로부터 자유롭게 하는데에 헌신적인 혁신적인 회사들의 세계적인 연합 단체이다. 에어퓨엘은 최신 무선 충전 기술에 대한 공통적인 업계 표준을 만들고 이를 여러 기업에서 적용하도록 하여 코드가 필요 없는 무선충전 기술의 평준화 및 보편화를 꾀하는 단체이다.

## 단체의 조직
에어퓨엘 협회는 이너고스(Energous), 삼성전자, LG전자, SK텔레콤, EPC, Witricity 와 같은 글로벌 전자제품 제작사들이 주요 회원사로 가입되어 있으며 이런 회원사들이 여러 소규모 위원회를 만들어 단체의 조직이 구성되었다. 현재 회장으로는 산제이 굽타(Sanjay Gupta) 박사가 활동중이며 굽타 박사는 협회와 다양한 소규모 위원회의 리더로서 단체를 이끌고 있다.

## 무선충전 표준
에어퓨엘 협회는 무선 충전 기술 중 공진 방식, RF 방식의 글로벌 기술 표준을 만들고 이를 토대로 관련 회원사 및 무선충전 관련 회사 등에 국제표준 인증서를 제공하고 있다. 현재 업계에서 널리 쓰이고 있는 전기 유도 방식과 공진 방식 기술은 코일을 사용하여 전력을 전송하는 반면 RF 방식은 무선 주파수를 활용한다.
또한 공진 방식의 특징은 여러 기기가 동시에 충전이 가능하며 공간적인 제한이 없도록 해주는 전파 전달 주파수가 다르고 커뮤니케이션에 쓰이는 프로토콜도 다르다. 예를 들어 공진방식에서 코일은 더 나은 효율성을 위해 만들어지고 이를 통해 공간적인 제약이 없게 만들 수 있다. 반면 전기 유도 방식은 기기가 충전기와 맞닫아야 하는 한계가 있다.

## 국내 협력기관
에어퓨엘 협회는 국내에서 크게 두 기관과 협력관계를 맺고 국내 기업들의 무선충전 기술 표준을 습득하는데 도움을 주고 있다. 협회는 현재 한국정보통신기술협회와 경북테크노파크 무선전력전송기술센터와 협력하고 있으며 두 기관을 통해 에어퓨엘의 무선 충전 기술 표준 관련 인증 및 테스트를 진행할 수 있다.